# 汪兆謙
汪兆謙（1984年—），臺灣劇場導演、策展人。嘉義人，嘉義高中、國立臺北藝術大學戲劇系畢業。18歲返鄉創立嘉義縣第一個現代劇團。創意領域涵蓋劇場導演、策展、節慶策劃及文化組織管理。多年來，汪兆謙深耕南臺灣，以劇場為媒介串聯土地、文化與當代議題，致力推動本土文化的創新與扎根。透過戲劇創作、藝術教育及節慶策展，為人們帶來獨特而深刻的文化體驗。

## 獎項
- 2023 嘉義文化獎 文化新人獎[2]
- 2022 Shopping Design 台灣設計 BEST100 實驗新經典[3]
- 2021-2022 國家兩廳院駐館藝術家
- 2021 LaVie 臺灣創意力100[4]
- 2021 天下雜誌 未來領袖
- 2019-2020 嘉義縣文化基金會 董事
- 2018 中華民國服務利他促進會 第四屆服務利他獎 社會組第一名
- 2018 PAR表演藝術 People of the year
- 2016 第一屆家樂福夢想舞台資助計劃 年度新銳獎
- 2015-2020 文化部青年村落計畫得獎人

## 近年編導經歷
- 2024 巴黎文化奧運臺灣館「島嶼風華」《在恁佮意》、《苦憐个人》、《戇神》、《鬧壽》主題導演
- 2023 人權藝術生活節《陳文成的證明題》導演
- 2022 阮劇團X楊輝 國表藝三館委託創作《釣蝦場的十日談》導演
- 2022 國家兩廳院 藝術出走《我是天王星》導演
- 2022 阮劇團X劇場空間 臺語音樂劇升級再製《皇都電姬》導演
- 2021 國表藝三館委託創作《十殿》製作人/導演
- 2021 公視電視線上實驗節目《你嘛好啊!!》導演

## 近年策展經歷
- 2024 臺灣文博會「Lesson :D」臺南概念展區
- 2024 第16屆草草戲劇節《當青春》共同策展人
- 2023 第34屆傳藝金曲獎《壯闊飛行──Fly High》策展人/總導演
- 2023 第15屆草草戲劇節《回歸線》共同策展人
- 2023 雲林厚工學臺灣布袋戲傳習中心主題館「微物銀河」展策展人
- 2022 第33屆傳藝金曲獎《經典運動場》策展人/總導演
- 2022 第14屆草草戲劇節《風起》策展人
- 2021 臺灣文博會 嘉義館《照起工》策展人
- 2021 臺灣設計展@嘉義市 演出節目《冬至定位》、《嘉遊站》策劃統籌
- 2021 第13屆草草戲劇節《轉・轉》策展人

## 相關資料
1. ↑  .   [2024-06-22].
2. ↑  .   [2024-07-06]. （原始内容存档于2024-07-05）.
3. ↑  .   [2024-07-06]. （原始内容存档于2024-07-05）.
4. ↑  .   [2024-07-06]. （原始内容存档于2024-07-05）.